# Список экорегионов Сомали
Ниже приведен список экорегионов в Сомали, о чем свидетельствует Всемирный Фонд дикой природы (ВФП).

## Наземные экорегионы
по основным типам местообитаний

### Тропические и субтропические влажные широколистные леса
- Прибрежные леса Северного Занзибара-Иньямбане
- Эфиопские горные леса

### Тропические и субтропические луга, саванны и кустарники
- Сомалийские чащи и кустарниковые заросли акации и коммифоры

### Пустыни и засухоустойчивые кустарники
- Луга и кустарники Хобьо
- Сомалийские горные ксерические леса
- Эфиопские ксерические луга и кустарниковые степи

### Мангры
- Мангры Восточной Африки